# Gruby Mielzky
Gruby Mielzky, właśc. Tomasz Mielewski (ur. 4 października 1988 w Starogardzie Gdańskim) – polski raper i autor tekstów. Muzyk związany jest z wytwórnią 2020. Współpracował ponadto m.in. z takimi wykonawcami jak raperzy Małpa, Taco Hemingway, Dwa Sławy, Donguralesko, Pezet, Włodi. Na swoim koncie artysta posiada pięć solowych albumów, a także minialbum stworzony w duecie z Małpą pod nazwą „Rottenberg”.

## Dyskografia
Albumy studyjne
| Rok  | Album                                                                                                | Pozycja na liście | Certyfikat         | Sprzedaż       |
| Rok  | Album                                                                                                | POL               | Certyfikat         | Sprzedaż       |
| ---- | --- | ----------------- | ------------------ | -------------- |
| 2012 | Silny jak nigdy, wkurwiony jak zwykle - Data: 12 października 2012 - Wydawca: Szpadyzor Records      | 24                |                    |                |
| 2013 | 1.5 - Data: 30 sierpnia 2013 - Wydawca: Szpadyzor Records                                            | 25                |                    |                |
| 2015 | Miejski patrol (oraz Patr00) - Data: 21 kwietnia 2015 - Wydawca: Szpadyzor Records                   | 18                |                    |                |
| 2018 | Komik z depresją - Data: 20 kwietnia 2018 - Wydawca: Szpadyzor Records                               | 5                 |                    |                |
| 2021 | Do wesela się zagoi - Data: 26 marca 2021 - Wydawca: 2020                                            | 2                 | - POL: złota płyta | - POL: 15 000+ |
| 2023 | I jest to możliwe mixtape (oraz Dwa Sławy, The Returners, Pers) - Data: 19 maja 2023 - Wydawca: 2020 | 1                 |                    |                |
| 2024 | Do tańca i do różańca (oraz Pers) - Data: 17 maja 2024 - Wydawca: 2020                               | 3                 |                    |                |

Minialbumy
| Rok  | Album                                                                                  |
| ---- | -------------------------------------------------------------------------------------- |
| 2006 | Umrzeć w superbutach (oraz BennCart) - Data: 6 grudnia 2006 - Wydawca: brak (nielegal) |
| 2017 | Rottenberg (oraz Małpa, The Returners) - Data: 16 lutego 2017 - Wydawca: Proximite     |
| 2018 | Ta płyta nie ma tytułu - Data: 22 kwietnia 2018 - Wydawca Szpadyzor Records            |

Występy gościnne
| Rok  | Utwór                                                                                       | Certyfikat                | Album                           | Źródło |
| ---- | ------------------------------------------------------------------------------------------- | ------------------------- | ------------------------------- | ------ |
| 2009 | „Rap” – Ortega Cartel (gościnnie: Gruby Mielzky)                                            |                           | Lavorama                        | [ 16 ] |
| 2012 | „Zwyczajne dzieje” – DonGURALesko (gościnnie: Gruby Mielzky, Ry23)                          |                           | Projekt jeden z życia moment    | [ 17 ] |
| 2013 | „W duszy gra mi blues” – Bengazi (gościnnie: Gruby Mielzky, DonGURALesko, Shellerini, Rafi) |                           | Bang Bang!/W duszy gra mi blues | [ 18 ] |
| 2013 | „Hipnoterapia” – Gedz (gościnnie: Gruby Mielzky, Kot Kuler)                                 |                           | Serce bije w rytm               | [ 19 ] |
| 2013 | „Pierwszy krok” – Heavy Mental (gościnnie: Gruby Mielzky, Bu)                               |                           | Heavy Mental                    | [ 20 ] |
| 2014 | „Nie ma szans” – White House (gościnnie: Gruby Mielzky, Miuosh, Vienio)                     |                           | Kodex 5 Elements                | [ 21 ] |
| 2014 | „Nadzieja” – Proceente (gościnnie: Gruby Mielzky)                                           |                           | Zupynalefkisplify               | [ 22 ] |
| 2014 | „Chmur drapacze” – Włodi (gościnnie: W.E.N.A., Gruby Mielzky)                               |                           | Wszystko z dymem                | [ 23 ] |
| 2015 | „Za długo już” – Białas, Quebonafide (gościnnie: Gruby Mielzky)                             |                           | Demówka EP                      | [ 24 ] |
| 2016 | „Próby, błędy” – Małpa (gościnnie: Gruby Mielzky)                                           |                           | Mówi                            | [ 25 ] |
| 2016 | „Nic nowego” – Bonson (gościnnie: Gruby Mielzky, Kedyf)                                     |                           | Znany i lubiany                 | [ 26 ] |
| 2016 | „Łajzo” – The Returners (gościnnie: Gruby Mielzky)                                          |                           | Nowa stara szkoła               | [ 27 ] |
| 2016 | „PWC” – W.E.N.A. (gościnnie: Gruby Mielzky, Bonson)                                         |                           | Monochromy                      | [ 28 ] |
| 2017 | „Skąd przyszli?” – Kuba Knap (gościnnie: Gruby Mielzky, Łysonżi)                            |                           | Bejłocz                         | [ 29 ] |
| 2020 | „Influenza” – Taco Hemingway (gościnnie: Gruby Mielzky)                                     |                           | Jarmark                         | [ 30 ] |
| 2023 | „Colosseum” – Kizo (gośc. Kabe, ReTo, Gruby Mielzky, Borixon)                               | - POL: 2× platynowa płyta |                                 | [ 32 ] |

## Teledyski
| Rok  | Tytuł | Reżyseria / realizacja       | Album                                 | Źródło |
| ---- | --- | ---------------------------- | ------------------------------------- | ------ |
| 2012 | „Silny jak nigdy, wkurwiony jak zwykle” | Smoła Studio                 | Silny jak nigdy, wkurwiony jak zwykle | [ 33 ] |
| 2012 | „Wstyd” | Smoła Studio                 | Silny jak nigdy, wkurwiony jak zwykle | [ 34 ] |
| 2012 | „Kocham” (gościnnie: Rak Raczej) |                              | Silny jak nigdy, wkurwiony jak zwykle | [ 35 ] |
| 2013 | „Nie słyszysz” (gościnnie: Pezet) | Smoła Studio                 | 1.5                                   | [ 36 ] |
| 2013 | „Niech idzie” | IKtotomovie                  | 1.5                                   | [ 37 ] |
| 2013 | „Czasem widzę” | IKtotomovie                  | 1.5                                   | [ 38 ] |
| 2013 | „Żaden rap” | Szerszeń Kamery Władca       | 1.5                                   | [ 39 ] |
| 2014 | „#Hot16Challenge” |                              |                                       | [ 40 ] |
| 2014 | „D.A.C.H.” (oraz Patr00; gościnnie: Frank Nino, Rymek, Dj Lolo) | 16 padss, BDV, NewBlack      | Miejski patrol                        | [ 41 ] |
| 2015 | „Czego więcej” (oraz Patr00; gościnnie: Otsochodzi) | Sixteen Pads                 | Miejski patrol                        | [ 42 ] |
| 2015 | „Halo ziemia” (oraz Patr00; gościnnie: Ortega Cartel) | Sixteen Pads                 | Miejski patrol                        | [ 43 ] |
| 2015 | „Intro” (oraz Patr00) | Sixteen Pads                 | Miejski patrol                        | [ 44 ] |
| 2015 | „25 lat” (oraz Patr00; gościnnie: Kuba Knap) | Sixteen Pads                 | Miejski patrol                        | [ 45 ] |
| 2015 | „Miejski patrol” (oraz Patr00) | Sixteen Pads                 | Miejski patrol                        | [ 46 ] |
| 2015 | „3” (oraz Patr00) | Sixteen Pads                 | Miejski patrol                        | [ 47 ] |
| 2015 | „Sam” (oraz Patr00) | Sixteen Pads                 | Miejski patrol                        | [ 48 ] |
| 2015 | „Texas” (oraz Patr00) | Sixteen Pads                 | Miejski patrol                        | [ 49 ] |
| 2015 | „Ze mną” (oraz Patr00) | Sixteen Pads                 | Miejski patrol                        | [ 50 ] |
| 2015 | „GNR” (oraz Patr00) | Sixteen Pads                 | Miejski patrol                        | [ 51 ] |
| 2015 | „Historia” (oraz Patr00) | Sixteen Pads                 | Miejski patrol                        | [ 52 ] |
| 2015 | „Grubas” (oraz Patr00) | Sixteen Pads                 | Miejski patrol                        | [ 53 ] |
| 2016 | „Co za świat” / „Ponad nich” | Szerszeń                     |                                       | [ 54 ] |
| 2017 | „Tylko nutka” | Smoła Studio                 |                                       | [ 55 ] |
| 2017 | „Rottenberg” (oraz Małpa, The Returners) | Małpa                        | Rottenberg                            | [ 56 ] |
| 2017 | „A-Z” (oraz Małpa, The Returners) | H D S C V M                  | Rottenberg                            | [ 57 ] |
| 2018 | „Jak nie dzisiaj” | Smoła Studio                 | Komik z depresją                      | [ 58 ] |
| 2018 | „To jest __” | Smoła Studio                 | Komik z depresją                      | [ 59 ] |
| 2018 | „Za” | Szerszeń                     | Komik z depresją                      | [ 60 ] |
| 2018 | „Nowy klasyk” | Szerszeń                     | Komik z depresją                      | [ 61 ] |
| 2018 | „Wróci do mnie” | Szerszeń                     | Komik z depresją                      | [ 62 ] |
| 2018 | „Zbyt prawdziwy” | Szerszeń                     |                                       | [ 63 ] |
| Inne | |                              |                                       |        |
| 2013 | „Pierwszy krok” – Heavy Mental (gościnnie: Bu, Gruby Mielzky) | Smoła Studio                 | Heavy Mental                          | [ 20 ] |
| 2013 | „Hipnoterapia” – Gedz (gościnnie: Gruby Mielzky) |                              | Serce bije w rytm                     | [ 64 ] |
| 2014 | „Chmur drapacze” – Włodi (gościnnie: W.E.N.A., Gruby Mielzky) | M.L. Filmz                   | Wszystko z dymem                      | [ 65 ] |
| 2014 | „Najsilniejsi przetrwają” – Pyskaty, Numer Raz, Proceente, Pelson, Rahim, Łysol, Mielzky, Dwa Sławy, Zeus, Chada, Klasik, Quebonafide, JodSen, Joteste, Bezczel, Siwers, Ten Typ Mes (prod. DJ Premier, Luxon) | Piotr Sawicki, Hanusz Bystry |                                       | [ 66 ] |
| 2014 | „Zanim” – Łysonżi Dżonson (gościnnie: Rest, Este, Gruby Mielzky) | Dobrekino Studio             | Browka Szpinak                        | [ 67 ] |
| 2016 | „Łajzo” – The Returners (gościnnie: Gruby Mielzky) | Smoła Studio                 | Nowa stara szkoła                     | [ 68 ] |
| 2016 | „Się gra, się ma” – Dwa Sławy, Kuban, Mielzky | M.L.FILMZ                    |                                       | [ 69 ] |
| 2021 | „Level” (prod. The Returners) | Szerszeń                     |                                       | [ 70 ] |